# Kanupolo-Weltmeisterschaften 2024
Die Kanupolo-Weltmeisterschaften 2024 der International Canoe Federation fanden vom 15. bis 20. Oktober 2024 in der chinesischen Stadt Deqing  statt.
Bei den Herren nahmen 22 Nationen teil, bei den Damen 17, bei der U21 der Herren 20 und bei der U21 der Damen 12 Nationen.

## Ergebnisse
| Kategorie  | Gold        | Silber     | Bronze      |
| ---------- | ----------- | ---------- | ----------- |
| Männer     | Deutschland | Frankreich | Dänemark    |
| Frauen     | Neuseeland  | Italien    | Niederlande |
| U21 Männer | Spanien     | Dänemark   | Frankreich  |
| U21 Frauen | Frankreich  | Spanien    | Neuseeland  |